# Сан-Марино та євро
Республіка Сан-Марино прийняла євро як офіційну валюту 1 січня 1999 року разом з Італійською Республікою та десятьма іншими державами-членами Європейського Союзу. Країна не входить до Європейського Союзу, але може карбувати свої монети відповідно до старих угод з Італією та рішення Ради Європейського Союзу. 

## Історія
Сан-Марино є однією з найстаріших республік у світі та має власну валюту, ліру Сан-Марино з 1865 року, і центральний банк з 2005 року. Завдяки своїй географічній ізоляції в Італії, вона має глибокі та давні дружні стосунки з останньою. Уряд Італійської Республіки уклав з урядом Республіки Сан-Марино кілька угод (1939 і 1991), які дозволяють монетам і банкнотам, випущеним Італією, бути законним платіжним засобом і використовуватися в Сан-Марино і навпаки. З переходом Італії на євро ці угоди були адаптовані та оновлені. Сан-Марино може випускати лише обмежену кількість монет з національною стороною, але не може випускати банкноти (чиї сторони спільні). На практиці їх карбує Istituto Poligrafico e Zecca dello Stato (IPZS) у Римі.
На підставі декларації n6 щодо валютних відносин з Республікою Сан-Марино, містом Ватикан і Князівством Монако, доданим до Маастрихтського заключного акту, Рада Європейського Союзу 31 грудня 1998 року прийняла три рішення щодо позиції, яку має зайняти Співтовариство щодо угоди про валютні відносини з цими трьома державами.